# Concours Eurovision de la chanson junior 2009
« For The Joy Of People »
- Pays participants
- Pays ayant participé dans le passé, mais pas en 2009

Limassol 2008 Minsk 2010
Le Concours Eurovision de la chanson junior 2009 est la  septième édition du Concours Eurovision de la chanson junior. Elle a eu lieu à Kiev, en Ukraine.   
Les Pays-Bas représentés par Ralf Mackenbach et sa chanson Click-Clack remportent cette édition avec 121 points. L'Arménie et de la Russie  suivent, toutes les deux avec 116 points. 

## Organisation
Pour organiser le Concours, trois villes ont déposé leur candidature. Il s'agit de Minsk, en Biélorussie, Kiev, en Ukraine et Belgrade, en Serbie. C'est finalement Kiev qui est choisie, et l'édition 2009 se déroule donc au Palais des Sports. C'est la deuxième fois que le pays et le lieu accueillent un Concours Eurovision après le Concours Eurovision de la chanson 2005.

## Modification du règlement
Ce concours a vu notamment la réintroduction du jury, tout comme son grand frère.

## Logotype et slogan
Le slogan retenu pour cette édition est For The Joy Of People (Pour la joie des gens). Quant au logo, il représente trois fleurs orange, reliées par une seule tige. Il est inspiré par le travail de Masako Sakano.

## Pays participants
| Ordre | Pays        | Artiste             | Chanson                        | Langue(s)              | Place | Points |
| ----- | ----------- | ------------------- | ------------------------------ | ---------------------- | ----- | ------ |
| 1     | Suède       | Mimmi Sandén        | Du                             | Suédois                | 6     | 68     |
| 2     | Russie      | Ekaterina Ryabova   | Malenkiy prints                | Russe                  | 2     | 116    |
| 3     | Arménie     | Luara Hayrapetyan   | Barcelona                      | Arménien               | 2     | 116    |
| 4     | Roumanie    | Ioana Anuța         | Ai puterea în mâna ta          | Roumain                | 13    | 19     |
| 5     | Serbie      | Ništa Lično         | Onaj pravi                     | Serbe                  | 10    | 34     |
| 6     | Géorgie T   | Princesses          | Lurji prinveli                 | Géorgien et anglais    | 6     | 68     |
| 7     | Pays-Bas    | Ralf Mackenbach     | Click Clack                    | Néerlandais et anglais | 1     | 121    |
| 8     | Chypre      | Rafaella Costa      | Thalassa, Helios, Aeras, Fotia | Grec                   | 11    | 32     |
| 9     | Malte       | Francesca & Mikaela | Double trouble                 | Anglais                | 8     | 55     |
| 10    | Ukraine H   | Andranik Alexanyan  | Try topoli, try surmy          | Ukrainien              | 5     | 89     |
| 11    | Belgique    | Laura Omloop        | Zo verliefd (Yodelo)           | Néerlandais            | 4     | 113    |
| 12    | Biélorussie | Yury Demidovich     | Volshebniy krolik              | Russe                  | 9     | 48     |
| 13    | Macédoine   | Sara Markoska       | Za ljubovta                    | Macédonien             | 12    | 31     |

## Pays non participants
- Bulgarie
- Grèce
- Lituanie

## Tableau des points
|                  |                                                  | Résultats |         |          |        |         |          |        |       |         |          |             |           |    |    |
| Total des points | Suède                                            | Russie    | Arménie | Roumanie | Serbie | Géorgie | Pays-Bas | Chypre | Malte | Ukraine | Belgique | Biélorussie | Macédoine |    |    |
| Participants     | Suède                                            | 68        |         | 4        | 5      | 2       | 5        | 3      | 6     | 2       | 5        | 4           | 7         | 5  | 8  |
| Participants     | Russie                                           | 116       | 6       |          | 10     | 8       | 10       | 7      | 7     | 10      | 7        | 12          | 8         | 12 | 7  |
| Participants     | Arménie                                          | 116       | 10      | 12       |        | 6       | 7        | 12     | 10    | 12      | 6        | 10          | 10        | 8  | 1  |
| Participants     | Roumanie                                         | 19        | 1       | 0        | 0      |         | 0        | 0      | 1     | 0       | 2        | 0           | 0         | 0  | 3  |
| Participants     | Serbie                                           | 34        | 2       | 1        | 3      | 3       |          | 2      | 0     | 3       | 0        | 3           | 0         | 1  | 4  |
| Participants     | Georgie                                          | 68        | 3       | 5        | 6      | 7       | 1        |        | 4     | 7       | 10       | 6           | 5         | 2  | 0  |
| Participants     | Pays-Bas                                         | 121       | 12      | 8        | 8      | 12      | 8        | 8      |       | 8       | 8        | 8           | 12        | 7  | 10 |
| Participants     | Chypre                                           | 32        | 7       | 3        | 2      | 1       | 0        | 1      | 0     |         | 1        | 0           | 2         | 3  | 0  |
| Participants     | Malte                                            | 55        | 0       | 2        | 4      | 4       | 4        | 4      | 8     | 4       |          | 1           | 6         | 4  | 2  |
| Participants     | Ukraine                                          | 89        | 4       | 7        | 12     | 10      | 2        | 10     | 5     | 5       | 4        |             | 3         | 10 | 5  |
| Participants     | Belgique                                         | 113       | 8       | 10       | 7      | 5       | 12       | 6      | 12    | 6       | 12       | 5           |           | 6  | 12 |
| Participants     | Biélorussie                                      | 48        | 0       | 6        | 1      | 3       | 0        | 5      | 3     | 1       | 0        | 7           | 4         |    | 6  |
| Participants     | Macédoine                                        | 31        | 5       | 0        | 0      | 0       | 6        | 0      | 2     | 0       | 3        | 2           | 1         | 0  |    |
| Participants     | Tous les pays ont reçu automatiquement 12 points |           |         |          |        |         |          |        |       |         |          |             |           |    |    |

### Tableau des 12 points
| N. | Nation réceptrice | Nation votante                     |
| -- | ----------------- | ---------------------------------- |
| 4  | Belgique          | Macédoine, Malte, Pays-Bas, Serbie |
| 3  | Pays-Bas          | Belgique, Roumanie, Suède          |
| 3  | Arménie           | Chypre, Géorgie, Russie            |
| 2  | Russie            | Biélorussie, Ukraine               |
| 1  | Ukraine           | Arménie                            |